# Слободарски социјализам
Слободарски социјализам, антиауторитарни социјализам или бездржавни социјализам је скуп антиауторитарних, антиетатистичких и слободарских политичких филозофија унутар социјалистичког покрета који критикују државносоцијалистичку концепцију социјализма као облик државног капитализма у којем мањинска и отуђена бирократија задржава централизовану контролу над економијом и диригује масама, уместо да становништво преузме моћ у своје руке. Захтева коренити раскид са светским капитализмом и успостављање уређења бескласне заједнице чије би главне карактеристике требале бити: глобални карактер, заједничко власништво, демократско управљање, производња само и директно за потребе и бесплатан приступ. Критикује робовање плати и надници на радном месту или месту производње и стваралаштва, а афирмише самоуправљање произвођача, стваралаца и креативаца, те децентрализоване демократске структуре политичке организације.
„Слободарски социјализам“, „антиауторитарни социјализам“, „бездржавни социјализам“ или „леви анархизам“ је школа мишљења унутар социјалистичке теорије и социјалистичког покрета. Инспирисани идејама левог слободара Пјера Жозефа Прудона и праксом Париске комуне из 1871. године леви слободари Михаил Бакуњин и Петар Кропоткин су међу првима развијали теорије о бескласном, антиауторитарном социјалистичком и демократском друштву, залажући се за друштво без приватног власништва и репресивних делова постојеће капиталистичке државе.
Слободарски социјализам често критикује репресивне елементе постојеће капиталистичке државе и тврди да се друштво које се темељи на слободи и правди може постићи једино превладавањем ауторитарних и репресивних институција које контролишу средства за производњу и расподелу и подређују већину радног и обесправљеног становништва власничкој капиталистичкој класи или политичкој и економској елити. Слободарски социјалисти се залажу за децентрализоване демократске структуре засноване на федералним или конфедералним удружењима, формираним на приципима директне демократије и демократских тела, као што су савети произвођача. Разликује се од ауторитарног и авангардистичког приступа бољшевизма и лењинизма, али и реформизма фабијанизма и Бернштајнове верзије социјалдемократије.
Облици и социјалистичко крило прошлих и садашњих политичких филозофија и покрета који се обично описују као слободарско социјалистички укључује анархизам (посебно анархистичке школе мишљења као што су анархосоцијализам, анархосиндикализам, анархоколективизам, зелени анархизам, мутуализам и социјални анархизам), затим слободарски марксизам, луксембургизам, поједине верзије демократског социјализма, аутономизам, социјализам савета, партиципизам и револуционарни синдикализам.